# Giunssani

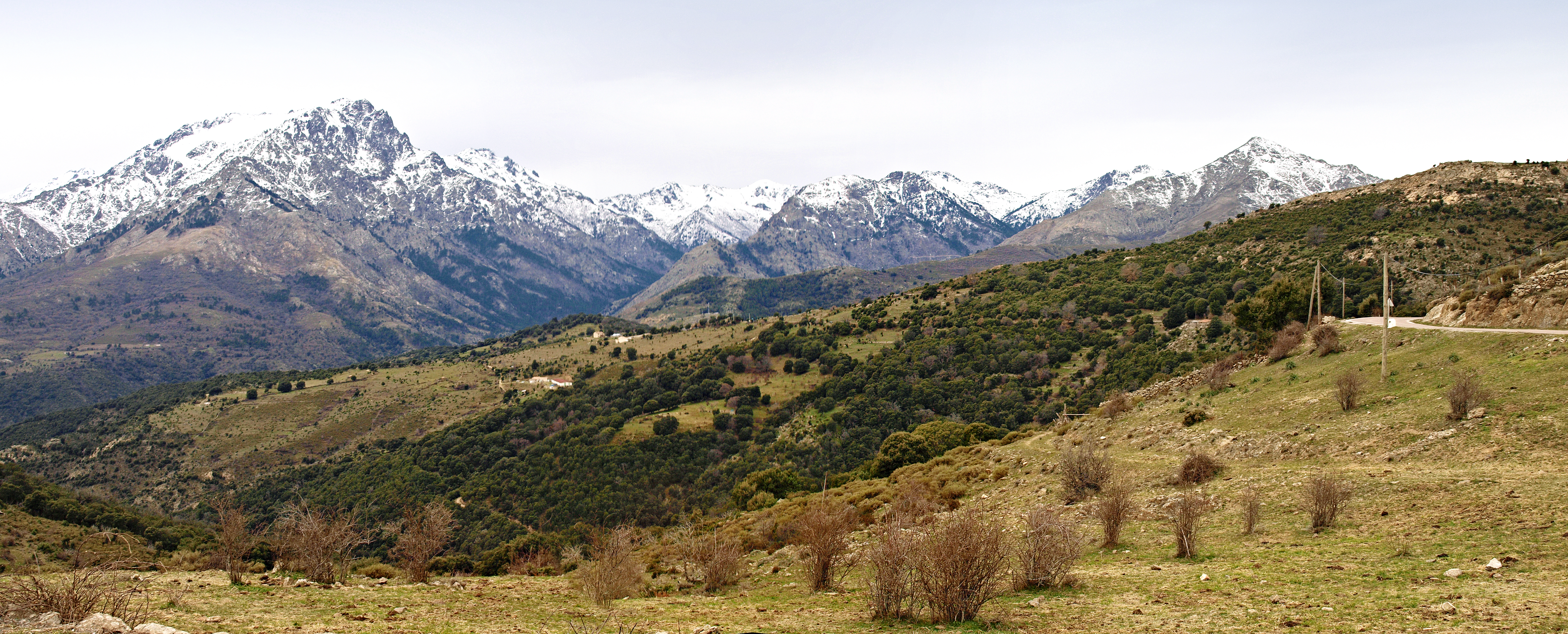
Panorama of Giussani

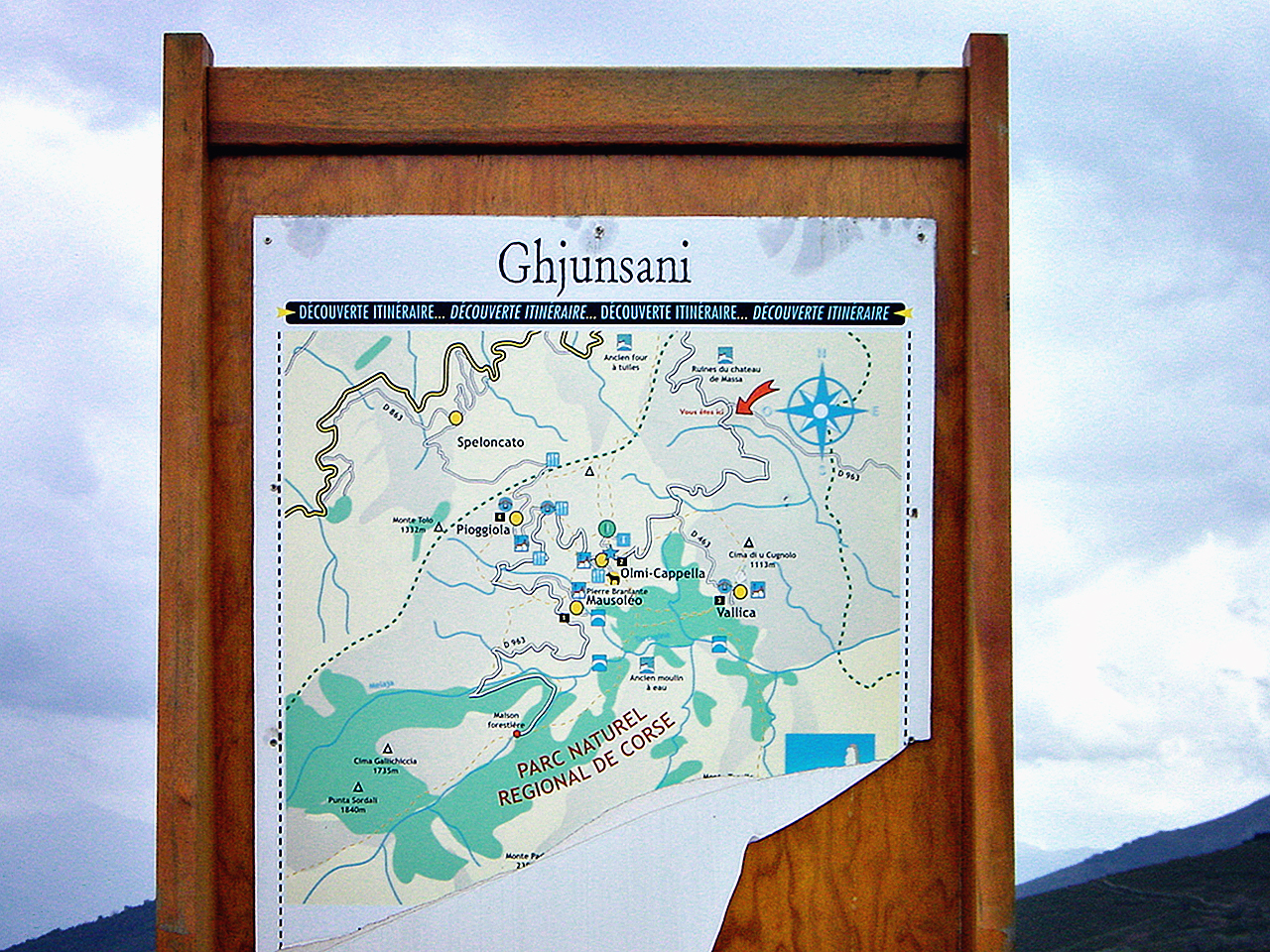
Mapa Giunssani

Giunssani (Ghjunsani w języku korsykańskim) – mikroregion w północno-wschodniej części Korsyki, w departamencie Górna Korsyka. Obszar ten znajduje się w Balagne i jest odizolowany szczytami Monte Grosso i Monte Padro.

## Historia
Giussani to mikroregion zamieszkany jeszcze przed początkiem ery chrześcijańskiej. W rejonie Olmi-Cappella znajduje się wiele ruin megalitów. Odkryto tu wiele zabytków archeologicznych z okresu wczesnego chrześcijaństwa. Są też obecne ślady po osadnictwie rzymskim, np. most rzymski. W czasach rzymskich region Giunssani był najgęściej zaludnionym na Korsyce, o czym świadczą niektóre pozostałości i budynki. Przykładem jest obecność Olmi-Cappella, dużego budynku zwanego „Zakładem Battaglini”, pierwszej uczelni w Balagne. Piève z Jussani, którego głównym miastem było Mausoléo, obejmowało w XIV wieku siedem społeczności:Mausoléo, Forcili, Pioggiola, Cappella, Olmi, Lecciole i Vallica. 
Dekretem konwencji z dnia 1 lipca 1793 r. obszar ten został przemianowany na Padro i stał się częścią departamentu Golo. Dekretem z 18 kwietnia 1811 roku Napoleon po raz pierwszy połączył departamenty Golo i Liamone. Kanton Padro stał się kantonem Olmi-Capella. Dziś wszystkie wioski Giussani są częścią kantonu Belgodère.
Las Tartagine (Forêt de Tartagine-Melaja), porośnięty sosną zwyczajną i sosną korsykańską, jest jednym z najdzikszych lasów na Korsyce i został częściowo zniszczony przez wielki pożar we wrześniu 2003 r., który dotknął około 1800 hektarów.

## Gospodarka
W przeszłości wielu mieszkańców tego obszaru żyło jako wędrowni handlarze. Najlepiej sprzedającymi się przedmiotami na wyspie były oliwa z oliwek i wyroby skórzane, zwłaszcza buty.

## Galeria

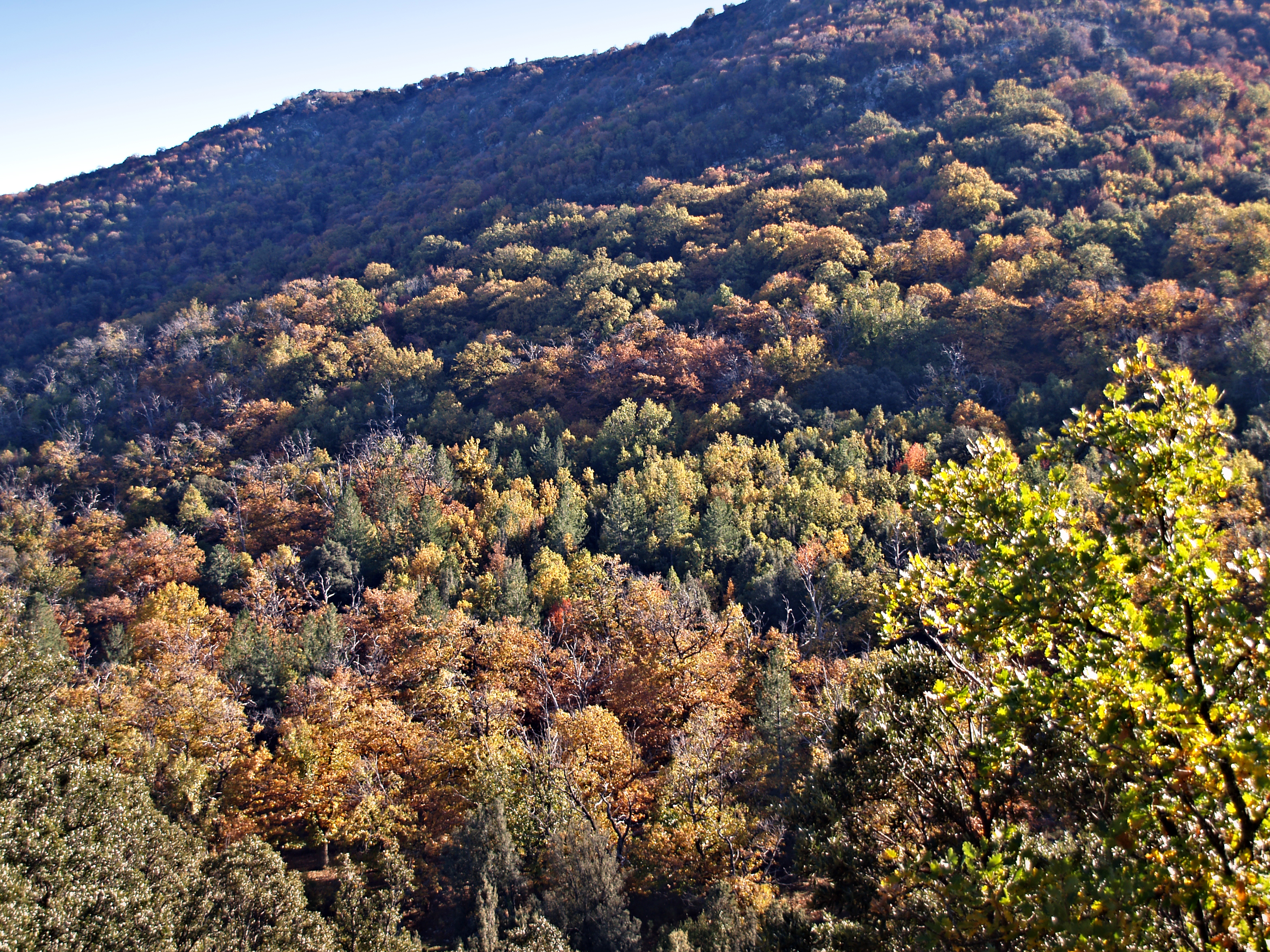
Forêt Tartagine-Melaja
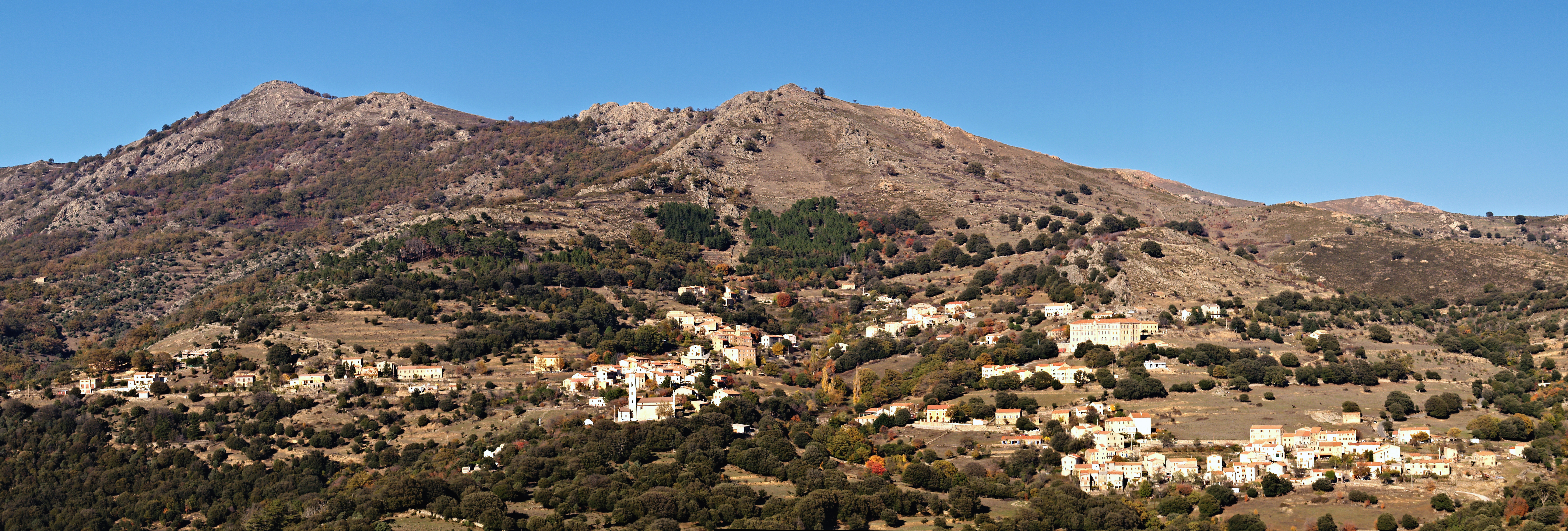
Panorama of Olmi-Cappella
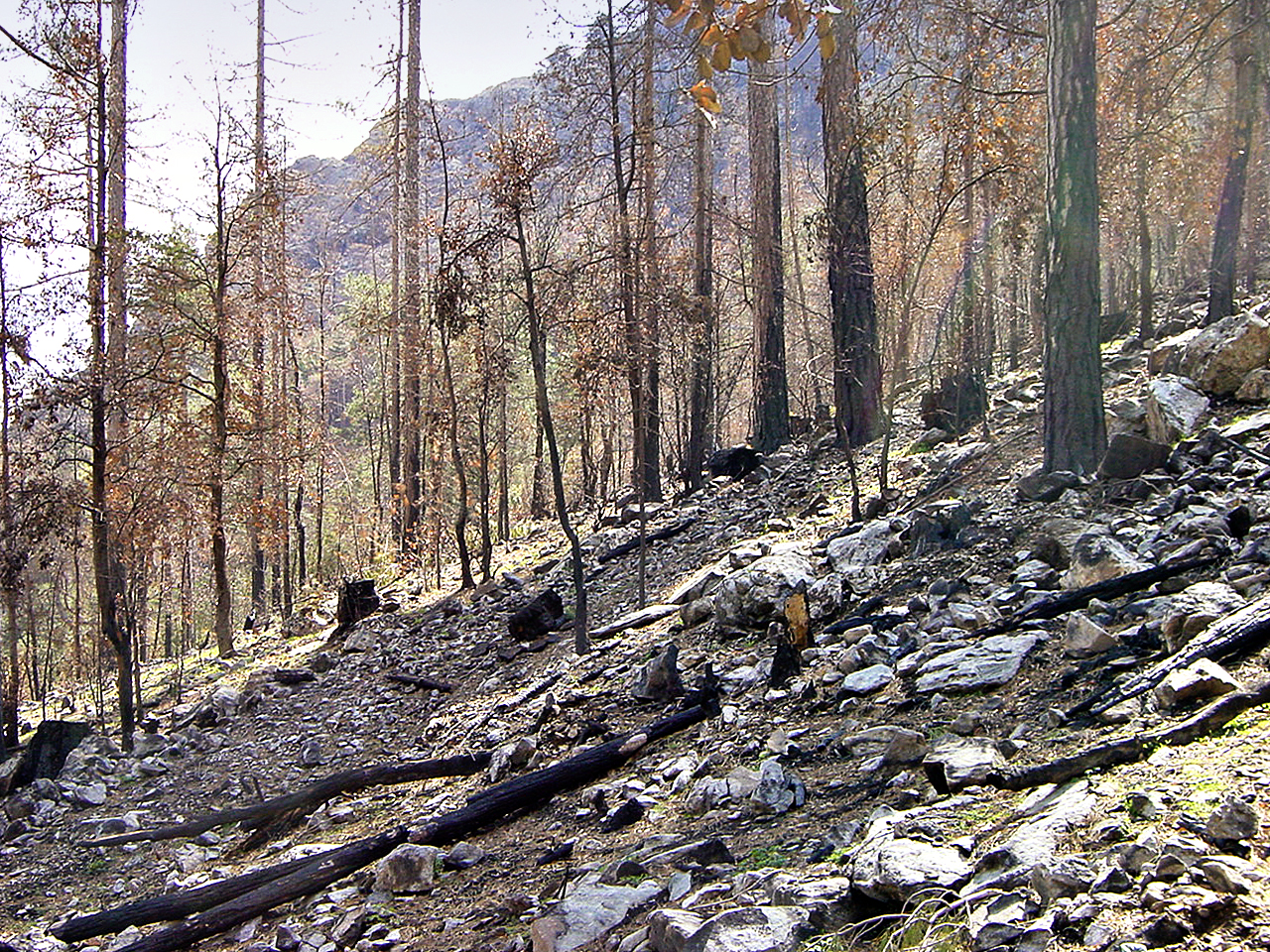
Forêt Tartagine-Melaja after fire in 2003
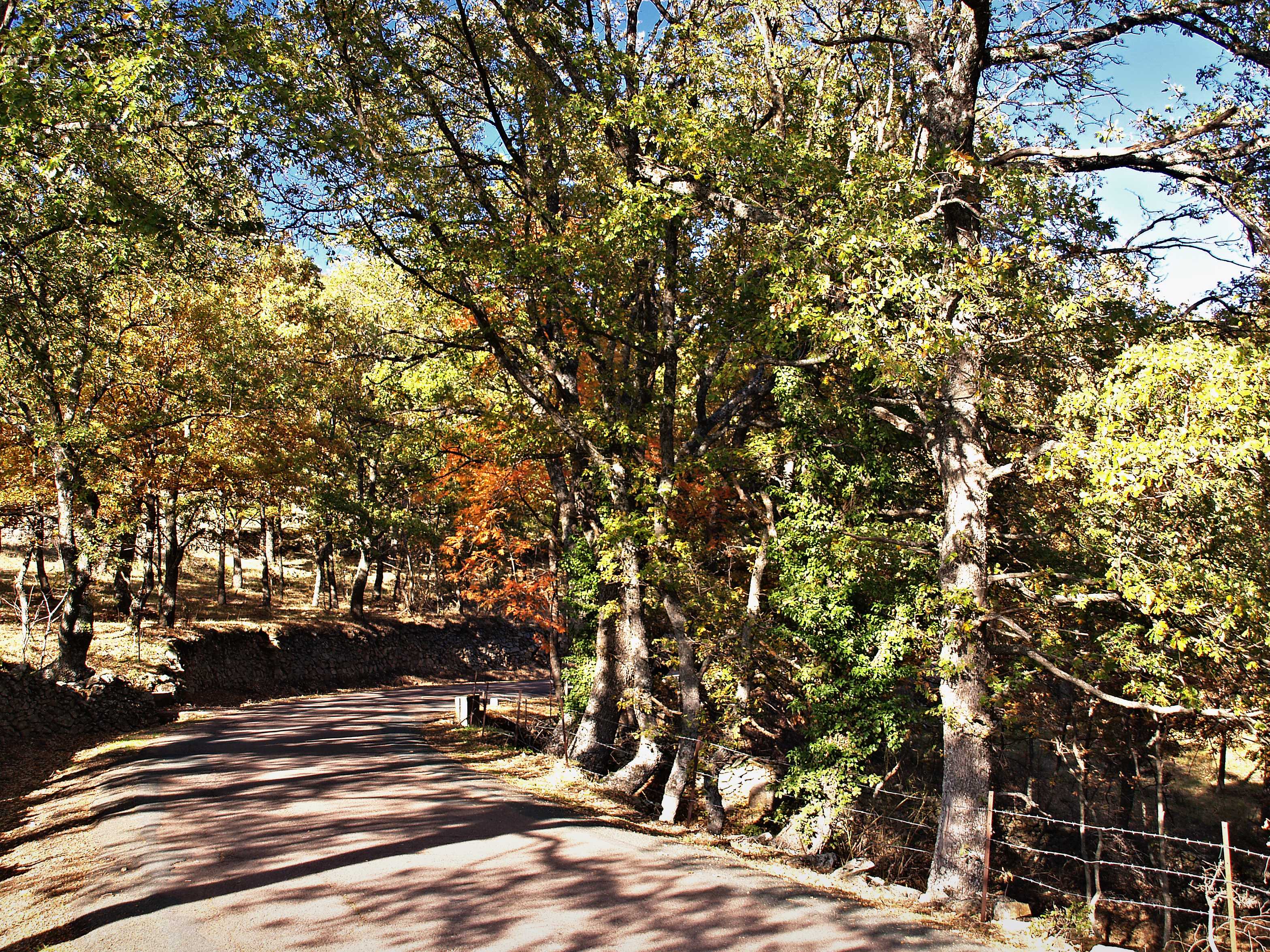
South of Olmi-Cappella